# Lijst van voetbalinterlands Canada - Chili (vrouwen)
Deze lijst van voetbalinterlands is een overzicht van alle officiële voetbalinterlands tussen de nationale vrouwenteams van Canada en Chili. De landen hebben tot nu toe twee keer tegen elkaar gespeeld.

## Wedstrijden
| № | Plaats   | Datum            | Competitie             | Wedstrijd      | Uitslag |
| - | -------- | ---------------- | ---------------------- | -------------- | ------- |
| 1 | Brasilia | 15 december 2013 | Vriendschappelijk      | Chili − Canada | 1 − 0   |
| 2 | Sapporo  | 24 juli 2021     | Olympische Spelen 2020 | Chili − Canada | 1 − 2   |

## Samenvatting
| Competitie        | Totaal gespeeld | Winst Canada | Gelijk | Winst Chili | Doelsaldo Canada – Chili |
| ----------------- | --------------- | ------------ | ------ | ----------- | ------------------------ |
| Olympische Spelen | 1               | 1            | 0      | 0           | 2 − 1                    |
| Vriendschappelijk | 1               | 0            | 0      | 1           | 0 − 1                    |
| Totaal            | 2               | 1            | 0      | 1           | 2 − 2                    |